# NGC 1752
NGC 1752 est une galaxie spirale barrée située dans la constellation de l'Éridan. NGC 1752 a été découverte par l'astronome prussien Heinrich d'Arrest en 1861.

## Caractéristiques
Sa vitesse par rapport au fond diffus cosmologique est de 3 568 ± 4 km/s, ce qui correspond à une distance de Hubble de 52,6 ± 3,7 pc (∼172 al).
À ce jour, une quinzaine de mesures non basées sur le décalage vers le rouge (redshift) donnent une distance de 44,053 ± 4,067 Mpc (∼144 millions d'al), ce qui est tout juste à l'extérieur des valeurs de la distance de Hubble. Notons cependant que c'est avec la valeur moyenne des mesures indépendantes, lorsqu'elles existent, que la base de données NASA/IPAC calcule le diamètre d'une galaxie et qu'en conséquence le diamètre de NGC 1752 pourrait être d'environ 43,1 kpc (∼141 000 al) si on utilisait la distance de Hubble pour le calculer.
La classe de luminosité de NGC 1752 est III et elle présente une large raie HI.

## Groupe de NGC 1752
NGC 1752 est la plus grosse galaxie d'un groupe de galaxies qui porte son nom. Le groupe de NGC 1752 comprend au moins 4 galaxies. Les trois autres galaxies sont NGC 1779, IC 401 et IC 402.